# Allspel
Allspel är ett begrepp inom svensk folkmusik.
Allspel är vanligt förekommande vid spelmansstämmor och folkmusikfestivaler. Vid allspel framträder alla spelmännen samtidigt och framför oftast typiska allspelslåtar. En av de vanligaste allspelslåtarna är Hjort Anders Trettondagarsmarschen i A-dur[källa behövs]. Allspelet leds av en allspelsledare.